# 교동중학교 (대구)
교동중학교(校洞中學校)는 대구광역시 북구 읍내동에 있었던 공립 중학교였다.

## 학교 연혁
- 1996년 3월 5일 : 학교 설립 인가(30학급)
- 1998년 1월 12일 : 학교 공사 신축 준공 (일반교실 30실 외 특별교실, 관리실)
- 1998년 3월 1일 : 개교, 초대 안우상 교장 취임
- 1998년 3월 3일 : 제1회 입학식 (남 456명, 여 221명 계 677명)
- 2001년 2월 13일 : 제1회 졸업식 (남 433명, 여 202명 계 635명)
- 2013년 9월 13일 : 교동관(다목적강당) 개관식
- 2017년 3월 1일 : 제8대 유병택 교장 취임
- 2018년 2월 9일 : 제18회 졸업식(남 48명, 여 39명 계 87명, 누계 4,721명)
- 2018년 3월 2일 : 제21회 입학식(남 27명, 여 22명 계 49명)
- 2023년 2월 28일 : 25년만에 폐교

## 참고 자료
- 교동중학교 - 한국교육학술정보원 학교알리미